# Edifici de la Creu Roja
L'edifici de la Creu Roja és un edifici del municipi de Mataró (Maresme) que forma part de l'Inventari del Patrimoni Arquitectònic de Catalunya.
Tot i ser conegut com l'edifici de la Creu Roja, originàriament va ser la Casa de Beneficència i actualment acull les oficines municipals del Servei de Cultura.

## Descripció
És un edifici civil de planta rectangular. L'eix longitudinal se situa perpendicularment a la línia del carrer i s'hi accedeix per un pati lateral.
Consta de baixos, dos pisos i golfes i està cobert per una teulada de dos vessants molt inclinats. L'edifici es caracteritza per l'eclecticisme del conjunt i pels elements historicistes. Finestrals realitzats seguint el model de les finestres coronelles típiques del gòtic català, no obstant, el frontó triangular tan pronunciat fa pensar en les influències de l'arquitectura flamenca, constants en l'obra de Cadafalch. Utilitza el maó vist en els arcs de descàrrega i a les franges separadores de les diferents plantes.
El va dissenyar Josep Puig i Cadafalch el 1894, amb escultures d’Eusebi Arnau.

## Història
L'edifici fou originàriament construït amb la finalitat de fer una "Casa Benèfica" depenent de les Monges Concepcionistes; posteriorment fou la seu de la Creu Roja i actualment són les oficines municipals de Serveis de Cultura.
L’edifici  es va construir sobre l’antic convent dels Carmelites de Sant Josep fundat l’any 1588 que atenia a persones amb dificultats de subsistència i també feia de centre educatiu. La Casa de la Beneficència de Mataró va ser gestionat per les germanes concepcionistes. Posteriorment va ser la Casa de la Creu Roja i actualment seu de la Direcció de Cultura.